# Аргіліт

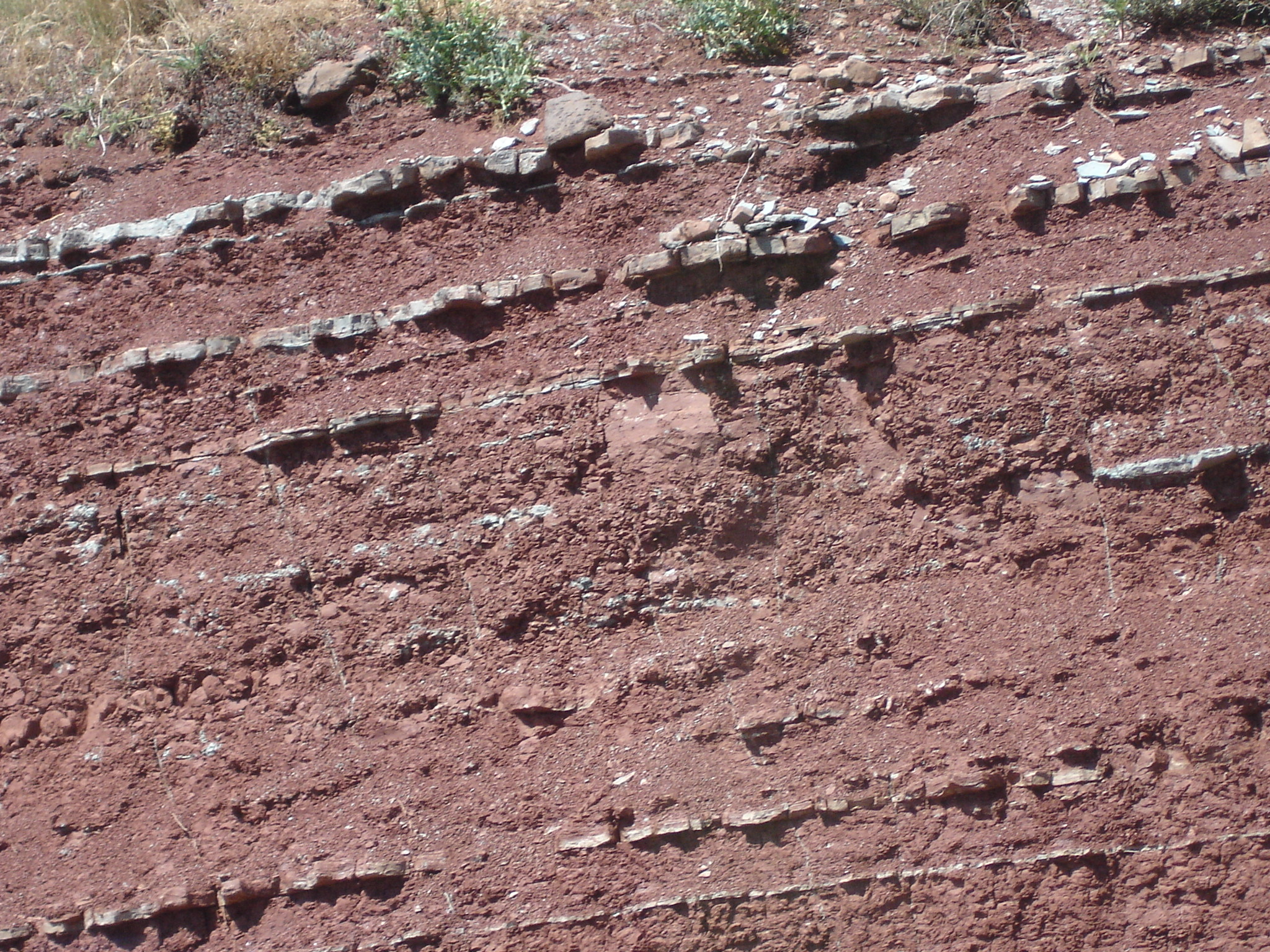
Аргіліт

Аргілі́т (лат. argilla — глина, рос. аргиллит, англ. argillite, нім. Tonschiefer, Argillit m) — гірська порода з групи осадових, проміжний продукт перетворення глини в метаморфічний сланець.
Складається з глинистих мінералів та різних домішок (хім., механічних і органічних). Від глини відрізняється щільністю, нерозмокливістю і сланцюватістю, яка вказує на його слабкий метаморфізм.
Утворюється аргіліт при дегідратації і цементації глинистих порід. У воді не розмокає.
Аргіліт характерний для складчастих областей і давніх відкладів платформ.
Застосовується як сировина для виробництва цементу, керамзиту і (рідше) буд. кераміки. Каолінові аргініти з домішкою ґіббситу використовуються як вогнетриви (флінтклей).

## Відходи збагачення вугілля
Також аргіліт є технічною назвою відходів збагачення вугілля, що вміщують значну частину глинистих порід і можуть використовуватися як основна сировина або паливна домішка при виробництві будівельних матеріалів, зокрема цегли.